# Papa Gregório VIII
Gregório VIII, nascido Alberto di Morra; (Benevento, c. 1105 — Pisa, 17 de dezembro de 1187) foi o 173.º Papa da Igreja Católica, eleito em Ferrara em 21 de outubro de 1187. Teve um dos mais curtos pontificados da história, governando a Igreja por apenas 57 dias. Morreu a 17 de dezembro de 1187, na cidade de Pisa, onde se encontrava para participar nos preparativos para a organização da Terceira Cruzada em reação ao desastre de Hatim e à conquista de Jerusalém pelas tropas de Saladino ocorrida a 2 de outubro daquele ano. Era monge beneditino.